# بخش واشینگتن (شهرستان گرنزی، اوهایو)
بخش واشینگتن (به انگلیسی: Washington Township) یک منطقهٔ مسکونی در ایالات متحده آمریکا است که در شهرستان گرنزی، اوهایو واقع شده‌است.
 بخش واشینگتن ۶۳٫۹۵ کیلومتر مربع مساحت و ۴۵۶ نفر جمعیت دارد و ۲۷۳ متر بالاتر از سطح دریا واقع شده‌است.